# Adrian Enescu
Adrian Enescu (* 31. März 1948 in Bukarest; † 19. August 2016) war ein rumänischer Komponist, Dirigent und Musikproduzent.

## Leben
Adrian Enescu studierte in den 1970er Jahren Komposition und Harmonie an der Nationalen Musikuniversität Bukarest unter Musikern wie Aurel Stroe und Alexandru Pașcanu. Von 1985 bis 1986 verbrachte er auch ein Studienjahr an der Stanford University, wo er Elektromusik studierte. Anschließend begann er für Theater und Ballett als Komponist und Dirigent zu arbeiten. So zeigte er sich für die Musik vieler Auftritte der italienischen Balletttänzerin Liliana Cosi verantwortlich. Dabei arbeitete er national in Rumänien, wie auch international in Russland, Italien, Belgien, Frankreich und Australien. Später produzierte er mehrere Musikalben, unter anderen für die rumänischen Musikerinnen Silvia Dumitrescu und Loredana Groza.
Seit Mitte der 1970er Jahre komponierte Enescu auch Filmmusik. So zeigte er sich für die Musik zu Filmen wie Sag mir, wie dein Name ist, Wir werden das Kind schon schaukeln und Thalassa, Thalassa – Rückkehr zum Meer verantwortlich, wobei er dabei mit Filmregisseuren wie Mircea Veroiu, Sergiu Nicolaescu, Bogdan Dumitrescu und Dan Pita zusammenarbeitete.

## Filmografie (Auswahl)
- 1973: Sag mir, wie dein Name ist (Intoarcerea lui Magellan)
- 1973: Sieben Tage (Șapte zile)
- 1978: Gesucht wird: Johnny (Profetul, aurul și ardelenii)
- 1979: September (Septembrie)
- 1980: Johnny schießt quer (Artista, dollarii şi ardelenii)
- 1981: Wir werden das Kind schon schaukeln (Pruncul, petrolul și ardelenii)
- 1983: Orientierungslauf (Concurs)
- 1985: Im Ring (Ringul)
- 1988: Der Gasthof in den Bergen (Hanul dintre dealuri)
- 1989: Eisblumen (Flori de gheață)
- 1989: Kreuzritter 7 – Schlacht um die Ehre (Mircea)
- 1990: Kreuzritter 6 – Für Heimat und Vaterland (Coroana de foc)
- 1997: Thalassa, Thalassa – Rückkehr zum Meer (Thalassa, Thalassa)
- 1999: Die letzte Station